# حملات نادر شاه
كانت حملات نادر شاه، أو الحروب النادرية، سلسلة من الصراعات التي وقعت بين أوائل القرن الثامن عشر ومنتصفه في جميع أنحاء يوراسيا الوسطى؛ بقيادة الفاتح الإيراني نادر شاه في المقام الأول. يعود أصل حملاته إلى إطاحة عائلة الهوتاكي الأفغانية بالسلالة الصفوية الإيرانية. خلال الأحداث التي أعقبت ذلك؛ من انهيار الامبراطورية وتجزّئها بعد أن استولى الأفغان على العاصمة الإيرانية أصفهان، ظهر طهماسب الثاني، مطالبًا بالعرش الصفوي، وقبِل أن يدخل نادر في خدمته (لم يكن نادر حينها أكثر من سيد حرب صغير الشأن في خراسان). بعد أن أخضع شمال غرب إيران، وعمل على تحييد الأفغانيين العبدليين شرقًا، وجعل من طهماسب الثاني بمثابة تابع له، سار نادر لمواجهة الهوتاكيين الأفغان والاستيلاء على بقية البلاد. في سلسلة من الانتصارات المذهلة، قُضي على الأفغان وعاد طهماسب الثاني إلى العرش باعتباره ملكًا صفويًا مستعادًا.
في أعقاب استعادة الصفويين للحكم، بدأ نادر بحملة في الامتدادات الغربية والشمالية للامبراطورية بهدف استعادة الأراضي التي فُقدت لصالح العثمانيين والروس. بعد حرب مريرة استمرت خمس سنوات، تمكن نادر من استعادة الحدود الغربية لإيران، وكذلك إعادة فرض السيادة الإيرانية على معظم القوقاز. سمحت الشرعية التي حظي بها بفضل إنجازاته العسكرية المذهلة بحدوث انقلاب غير دموي ضد النظام الملكي الصفوي؛ إذ اكتسب تأييدًا بالإجماع من النخبة الحاكمة الإيرانية. كانت أول حملة لنادر شاه كملك للسلالة الأفشارية المؤسَسة حديثًا هي إخضاع أفغانستان بالكامل. بعد ضم أفغانستان إلى امبراطوريته؛ أصبح لنادر الآن طريق مباشر لغزو الهند المغولية. في واحدة من أكثر حملاته استثناءً، اجتاز نادر معبر خيبر مع 10 آلاف رجل فقط، ثم هبط إلى معقل المغول حيث اشتبك مع جيشهم ورغم تفوق المغول العددي بنسبة ستة إلى واحد، فقد سحق نادر خصومه في مدة تتجاوز الثلاث ساعات بقليل. بعد أن جعل امبراطور المغول تابعًا له وسار إلى دلهي، نهب المدينة وقتل سكانها بعد أن ثاروا ضد احتلاله.
أشارت عودة نادر إلى الامبراطورية ببدء حروب جديدة في مناطق آسيا الوسطى. بسط نادر الهيمنة الإيرانية في آسيا الوسطى إلى أبعد الحدود لدرجة أنها تجاوزت حتى الحدود التي وصلت إليها الامبراطوريات الساسانية الإيرانية القديمة. عند هذه المرحلة، بدأ نادر يعاني من تفاقم في صحته العقلية التي أخذت تتدهور ببطء ليصل إلى حد الجنون وذهان الارتياب. كانت حملاته اللاحقة ضد الليزجينيين في أقصى شمال القوقاز أقل نجاحًا، ورُفع حصاره عن بغداد بشكل مبكر بسبب خمول غير معهود في قيادته. استمر نادر في سياساته المدمرة ضد سكان الامبراطورية وقمعه الوحشي للمعارضة، وعزل العديد من أتباعه ومعاونيه المقربين منه. أمر باقتلاع عينَي وريثه (ابنه الأكبر) خلال نوبة من جنون الارتياب الوهمي، وأعلن أن العديد من رعاياه المخلصين ليسوا إلا خونة ومتمردين، ما أجبرهم في النهاية على الثورة والتمرد ضده.